# Georgij Žukov
Georgij Konstantinovič Žukov (rus. Георгий Константинович Жуков, 2. prosinca 1894. – 18. lipnja 1974.), sovjetski general. Tijekom Drugog svjetskog rata držao je kontinuirano vodeća mjesta u Crvenoj armiji, bio je zamjenik vrhovnog zapovjednika vojske (mjesto koje je od početka rata držao Staljin osobno). Poznat je po genijalnom vođenju mnogih bitaka koje su dovele do kraja Drugog svjetskog rata na Istočnom frontu.

## Životopis

### Mladost
Godine 1894. u seocetu Strelkovka jugozapadno od Moskve, postolaru Konstantinu Andrejeviču Žukovu i njegovoj ženi Justiniji, seljanki, rodio se 2. prosinca sin Georgij. Devet godina kasnije (1903.) mladog Georgija poslali su u crkvenu školu u susjednom selu Veličkovu. Tamo je dobivao najbolje ocjene. Kada je 1906. godine završio školu njegovi ponosni roditelji obdarili su ga novom košuljom i parom čizama. Nastavak školovanja bio je luksuz koji njegovi roditelji nisu mogli podnijeti pa je dvanaestogodišnji dječak pošao na zanat imućnom ujaku u Moskvu, krznaru Mihailu Pilihinu. Kada mu je bilo 15 godina Georgije je bio izučeni krznar. 

### Prvi svjetski rat
Prvi susret s oružjem doživio je s 20 godina, kada je 7. kolovoza 1915. mobiliziran. Obradovalo ga je to što je raspoređen u konjicu jer se oduvijek divio tom romantičnom rodu vojske. Obuka u Žukovljevoj jedinici bila je oštra pa je već u proljeće 1916. Žukov bio jedan od 30 konjanika odabranih iz njegove jednice da pođu na obuku za dočasnika. Početkom kolovoza 1916. raspoređen je u 10. konjaničku diviziju koja je bila na fronti u blizini Harkova. Čim su izašli iz vlaka u području Kamenec-Podoljski Žukov i njegovi suborci doživjeli su vatreno krštenje: neprijateljski izviđački zrakoplov kružio je nad njima i bacio nekoliko bombi. Iste godine u listopadu doživio je težak potres mozga kada ga je eksplozija mine zbacila s konja. Evakuiran je u Harkov gdje je boravio u bolnici sve do prosinca. Otpušten je iz bolnice slab i oštećenog sluha te prebačen u jedinicu za obuku. U to je doba Žukov bio najviše odlikovani dočasnik carske vojske: imao je dva Križa svetog Georgija.

### Revolucija 1917.
Dana 27. veljače 1917. Žukovljev je eskadron, zajedno s još nekoliko, upućen prema Balakaji, stožeru 5. rezervnog konjičkog puka. Tamo se stasiti konjanik Žukov obratio vojnicima objašnjavajući im da radnička klasa više ne priznaje cara i da ruski narod želi jedino mir, zemlju i slobodu. Nekoliko tjedana kasnije Žukov je jednoglasno, ako izuzmemo zapovjedni kadar jedinice, izabran za predsjednika komiteta eksadrona i za delegata u sovjetu puka. U svibnju su u sovjetu puka postupno nadvladali eseri i menjševici koji su bili na strani privremene vlade. Posljedica toga bila je da se nekoliko jedinica Žukovljeva puka pridružilo ukrajinskom kozaku Petljuri, a komitet eskadrona odlučio je raspustiti jedinicu u kojoj je služio Žukov. Dana 30. studenog 1917. nekoliko tjedana nakon što su boljševici osvojili vlast Žukov se vratio u Moskvu. Prosinac i siječanj proveo je u svome selu s roditeljima, a onda se odlučio pridružiti Crvenoj gardi. Svoj je naum uskoro morao odložiti jer se teško razbolio od tifusa i groznice. Mjesecima je bolovao, tako da se tek sredinom ljeta uspio dovoljno oporaviti kako bi se pridružio Crvenoj armiji. U kolovozu 1918. Žukov se prijavio kao dobrovoljac i dodijeljen je 4. moskovskoj konjičkoj diviziji. Nakon toga sudjelovao je u žestokim borbama oko Caricina (poslije Staljingrad, danas Volgograd). U rujnu 1919. teško je ranjen u borbi prsa u prsa s bjelogardejcima: krhotine ručne granate zarile su mu se u lijevi bok i bedro. I nakon izlaska iz bolnice bio je lošeg zdravlja, pa je dobio mjesec dana dopusta za oporavak. Ni kada se vratio u jedinicu nije u potpunosti prizdravio pa ga je vojni komitet u siječnju 1920. poslao na tečaj za konjaničke zapovjednike Crvene armije. Završivši tečaj Žukov je dobio časnički čin i poslan je u borbu protiv snaga generala Pjotra Wrangela. Nakon poraza generala Wrangela i povlačenja iz Rusije premješten je u 1. konjički puk. Postao je zapovjednik voda i dobio zadatak da čisti teren od zaostalih grupa jedinica nelojalnih novoj vlasti. Ubrzo je imenovan zapovjednikom eskadrona i upućen na područje Voronježa gdje je predvodio svoje ljude u gušenju pobune kulaka i likvidiranju gerilskih bandi. Tada je u borbi prsa u prsa Žukovu ubijen konj i on se našao prikliješten pod konjskim lešom. Neki neprijateljski vojnik upravo se spremao likvidirati bespomoćnog Žukova, ali ga je ubio Žukovljev suborac i pomogao mu da se izvuče ispod trupla. Istoga dana ubijen je i drugi konj kojeg je jahao Žukov, a onaj isti vojnik opet je Žukova spasio sigurne smrti.

### Između dva rata
Kada su neprijateljstva napokon prestala Žukov je odlučio ostati u vojsci. Počeo je veoma brzo napredovati. Od lipnja 1922. do ožujka 1923. bio je zapovjednik eskadrona u 38. konjičkom puku, a onda je unaprijeđen u zamjenika zapovjednika 40. konjaničkog puka 7. samarske konjičke divizije. U travnju 1923. postao je zapovjednik 39. buzulučkog konjičkog puka. U prvih 10 godina nakon revolucije provođeni su programi obnove vojske. Žukov je tada pohađao nekoliko važnih tečajeva. Godine 1924. – 1925. završio je tečaj za zapovjedni sastav u Lenjingradu. Od 1929. do proljeća 1930. završio je tečaj za više časnike na vojnoj akademiji Frunze u Moskvi. U svibnju 1930. nakon što je gotovo sedam godina bio zapovjednik puka imenovan je zapovjednikom 2. konjičke brigade u sastavu 7. konjičke divizije kojoj je na čelu bio Konstantin Rokosovski. U naredbi o unaprjeđenju Žukova Rokosovski ga je opisao kao časnika snažne volje i vrlo odlučnog koji ima obilje inicijative, te koji voli vojne vještine i neprestano se usavršava. U veljači 1931. imenovan je pomoćnikom generala Semjona Buđonija, zapovjednika konjice u Crvenoj armiji, a u ožujku 1933. povjereno mu je zapovjedništvo nad 4. konjičkom divizijom. Poslije nekoliko godina mirovanja 1937. imenovan je zapovjednikom 3. konjaničkog korpusa, a nekoliko mjeseci nakon toga preuzeo je zapovjedništvo nad 6. kozačkim korpusom. Bilo je to doba kada su Crvenu armiju zadesila teška vremena jer se nakon čistke u komunističkoj stranci Staljin obrušio na vojsku. Godine 1938. Sovjeti i Japanci sukobili su se na granici Mongolije i Mandžurije (godinu dana ranije Moskva je potpisala ugovor o uzajamnoj pomoći s Mongolijom). Početkom lipnja Žukov je upućen da preuzme zapovjedništvo nad operacijama. U početku srpnja kada su se Japanci spremali za napad Žukov je prozreo njihove namjere i iznenadio ih protunapadom. Nakon što su se oporavili od iznenadnog poraza Japanci su počeli stvarati nove planove i jačati svoje jedinice. Žukov nije gubio vrijeme i varkama je stvorio dojam kako sovjetsko-mongolske snage samo utvrđuju obranu i ništa drugo. Pobrinuo se čak i da se fingirani priručnik s uputama vojnicima za borbu u obrani padne u ruke Japancima. Također se pobrinuo da radio poruke Japanci lako mogu dešifrirati, a u njima su se spominjale samo obrambene mjere. Varka je uspjela. Japansko zapovjedništvo, uvjereno da sovjetske i mongolske jedinice neće napasti, dalo je generalima i višim časnicima slobodan dan u nedjelju 20. kolovoza. Iznenada, u 5 sati i 45 minuta toga jutra, 150 ruskih bombardera napalo je japanske položaje, a istodobno je topništvo tuklo neprijateljsku protuzračnu obranu. Žukov je naredio juriš duž cijele širine bojišta. Tri dana poslije stegao je obruč oko neprijatelja, a onda ga je počeo metodički uništavati. Dana 31. kolovoza ujutro teritorij Narodne Republike Mongolije bio je očišćen od japanskih trupa. U Moskvu se Žukov vratio ovjenčan slavom. Staljin mu je osobno čestitao na pobjedi i dodijelio mu naziv Heroja Sovjetskog Saveza. Nakon toga postavljen je za zamjenika zapovjednika Ukrajinske vojne oblasti. 
S okončanjem drugog rata s Finskom provedena je reorganizacija u Crvenoj armiji. Između ostalog, ponovno su uvedeni činovi generala i admirala. Tada je Žukovu dodijeljen čin generala. U to se doba Žukov ohrabrio te se počeo javljati u sovjetskim medijima. Napadao je dotadašnji sistem političkih komesara u vojnim jedinicama; suprotstavio se sistemu koji dopušta predstavniku Komunističke stranke da neprestano nadzire vojne zapovjednike, da preinačuje njegove naredbe i da ulaže veto. Optuživao je više časnike da loše obučavaju niže časnike; zauzimao se za pomnije proučavanje vojne povijesti te je upozoravao da se treba pripremiti na moguće trikove koje bi mogla donijeti tada kompleksna svjetska pozornica. Pri tome je mislio na Njemačku. Unatoč tome njegova karijera je i dalje bila u usponu. U lipnju 1940. Žukovljeve trupe ušle su u Besarabiju i Sjevernu Bukovinu (Rumunjska). Za taj uspjeh je nagrađen - postao je zastupnik u Vrhovnom sovjetu Sovjetskog Saveza. U veljači 1941. postao je načelnik glavnog stožera. 

### Drugi svjetski rat
Nakon njemačkog napada na Sovjetski Savez i sukoba sa Staljinom oko koncepcije obrane države smijenjen je s mjesta načelnika Glavnog stožera i dobio je u zadatak spriječiti prodor Nijemaca prema Moskvi (tzv. klin kod Jeljnje). Na tom zadatku se iskazao, jer ne samo da je uspio spriječiti njemački prodor već je neprijatelja prisilio na povlačenje. Poslije uspješno obavljenog zadatka zadužen je za organiziranje obrane Lenjingrada. No, uskoro je situacija oko Moskve ponovo postala kritična i Žukov je vraćen u sovjetski glavni grad. I ovaj puta uspio je obraniti Moskvu i opet natjerati neprijatelja na povlačenje. Kasnije će sudjelovati u obrani Staljingrada, tenkovskoj bici kod Kurska i oslobađanju Sovjetskog Saveza i istočne Europe od njemačkih nacista.

### Nakon 2. svjetskog rata
Poslije njemačke kapitulacije Žukov je postavljen za vrhovnog zapovjednika sovjetskih okupacijskih snaga u Njemačkoj. Nekoliko tjedana kasnije imenovan je i sovjetskim članom Savezničkog kontrolnog vijeća. Na tim je dužnostima ostao do 10. travnja 1946. kada je napustio Berlin kako bi preuzeo dužnost zapovjednika svih sovjetskih kopnenih snaga. Ali u srpnju iste godine partijski list Pravda iznenada je objavljena vijest da je Žukov premješten u Vojni okrug Odese, relativno nevažan položaj. Nešto kasnije premješten je na još nevažnije mjesto - zapovjednika Uralskog vojnog okruga. Iz sjene se Žukov pojavio tek u ljeto 1952. kada je postavljen za zamjenika ministra obrane i glavnog vojnog inspektora.
Nakon Staljinove smrti Žukov staje na stranu antistaljinističke struje i osobno uhićuje šefa tajne policije Beriju. No, nakon novog raskola u kojoj su na jednoj strani bili Nikita Hruščov i Nikolaj Bulganjin, a na drugoj Georgij Maljenkov Žukov staje na stranu prvih. I to zato što su oni podupirali veće izdatke za tešku industriju i obranu, dok je Maljenkov bio za veću proizvodnju potrošnih dobara. Stoga je u ožujku 1956. postao ministar obrane. Unatoč svemu 3. studenog optužen je za narušavanje lenjinskih principa, pokušaja da ograniči rad partijskih organizacija u oružanim snagama i nastojanjem da ukloni rukovodeću ulogu i kontrolu Komunističke stranke nad vojskom. Nakon toga smijenjen je s dužnosti ministra obrane i sa svih partijskih dužnosti. Ostao je samo običan član stranke i povukao se u mirovinu. Potkraj ljeta 1961., kada je berlinska kriza bila na vrhuncu, Hruščov je od Žukova zatražio da se vrati u aktivnu službu, ali je ovaj to odbio. Stari ratnik djelomično paraliziran, mirno je živio u svojoj ladanjskoj kući nedaleko Moskve. Njegova druga supruga - Galina, mlađa od njega oko 25 godina, po zanimanju liječnica, s ljubavlju se brinula o svom mužu. Njihova kćerka Maša kao i njegove dvije kćerke iz prvog braka Ela i Era, bile su radost starome ocu. Georgij Konstantinovič Žukov preminuo je 18. lipnja 1974. godine.
Četiri je puta odlikovan titulom heroja Sovjetskog Saveza, po čemu je jedina vojna osoba u SSSR-u. U Titovoj Jugoslaviji je dobio najviše odlikovanje te države Orden slobode koje je bilo iznad ranga narodnog heroja, a koje je dobilo samo sedmero ljudi.